# Laelaroa
Laelaroa är ett släkte av fjärilar. Laelaroa ingår i familjen tofsspinnare.
Kladogram enligt Catalogue of Life:
| Laelaroa | \| \| Laelaroa flavimargo \| \| \| \| \| \| Laelaroa fulvicosta \| \| \| \| |
|          | \| \| Laelaroa flavimargo \| \| \| \| \| \| Laelaroa fulvicosta \| \| \| \| |
|          | Laelaroa flavimargo                                                         |
|          |                                                                             |
|          | Laelaroa fulvicosta                                                         |
|          |                                                                             |